# Маматын
Маматын (устар. Маматынь) — река в Новосибирской области России. Устье реки находится в 147 км по правому берегу реки Иня. Длина реки составляет 35 км. В 13 км от устья впадает река Боровая

## Данные водного реестра
По данным государственного водного реестра России относится к Верхнеобскому бассейновому округу, водохозяйственный участок реки — Иня, речной подбассейн реки — бассейны притоков (Верхней) Оби до впадения Томи. Речной бассейн реки — (Верхняя) Обь до впадения Иртыша.